# Louis Camille Huchet
Pour les articles homonymes, voir Huchet.
Louis Camille Huchet, né le 18 mars 1889 à Paris et mort le 18 septembre 1947 à Sèvres, est un commerçant français, ayant vécu en Indochine. Il est à l’origine de la création d’un réseau de résistants en Cochinchine.

## Biographie

### Origine et vie de famille en Indochine
Louis Camille Huchet grandit en métropole, jusqu’à l’âge de 21 ans. Il s’engage alors dans l’Infanterie Coloniale, le 23 janvier 1910. Après un an passé en France, il est affecté de 1911 à 1915 au Tonkin (Indochine). Il est mobilisé à Hanoï le 2 août 1914, pour la Première Guerre mondiale.
De 1915 à 1918, il est affecté sur le front français, où il est en particulier nettoyeur de tranchées. Sergent au 21e bataillon de tirailleurs indochinois, il est blessé à Verdun et transféré en centre de repos. Là, il rencontre une infirmière de 23 ans, Yvonne Marguerite Germaine Vargues, originaire de la région nantaise. Ils se marient le 19 novembre 1917. Dix mois plus tard, le 19 septembre 1918, Yvonne met au monde Michel Huchet, déclaré à la mairie de Nantes.
En 1919, Louis Camille est affecté en Algérie. Il est démobilisé à Paris le 14 juillet 1919 et quitte la métropole pour l’Indochine, avec femme et enfant. La famille s’installe en 1919 à Hanoï. À  Hanoï, Louis Camille s’associe pour monter une affaire commerciale « d’Importations d’articles pour indigènes ».
La famille s’agrandit avec la naissance de Claude Huchet, le 24 décembre 1921 à Hanoï], puis de Philippe Huchet, le 22 mai 1924 à  Hanoï, avant de déménager pour s’installer à Saïgon (Cochinchine), Rue Pellerin. Dans les années 1930, Louis Camille fonde sa propre société « Indochine Import ».
En 1934, la famille déménage à la Rue Cazeau (Saïgon), puis en 1935 à la Rue Garcerie (Saïgon). La famille s’agrandit le 12 août 1935, avec la naissance d’Yves Huchet.

### Les actions de résistance lors de la seconde guerre mondiale
La signature de l’armistice, en 1940, est le déclencheur des actions de résistance de Louis Camille, qui n’accepte pas cet événement. Rallié dès juin 1940 à l’appel du Général de Gaulle, il se met en relation avec les groupements en formation de Singapour, Manille, Hong Kong, Shanghai, Kobé et Yokohama. Dès août-septembre 1940, sous couvert de tourisme, il se rend avec son épouse à Hong Kong, Shanghai, Tokyo et Manille, afin de nouer des contacts. Louis Camille et Yvonne Huchet rentrent en Indochine le 10 janvier 1941, à bord du D’Artagnan, en provenance de Kobé. C'est durant cette période que Louis Camille Huchet va prendre l'initiative d'initier une liaison avec l'Intelligence Service de Singapour. 
Dès janvier 1941, le Mouvement Cochinchine Cambodge, créé par Louis Camille, prend forme et envoie régulièrement (jusqu’en octobre 1942) des rapports militaires, politiques et économiques à Singapour (Baron et de Langlade) et à Manille (Villoquet). 
Après le débarquement japonais de juillet 1941, le réseau s’intensifie et les alliés des deux comités de Singapour et Manille sont minutieusement renseignés, presque au jour le jour.
En 1941, M. de Langlade, venu secrètement de Singapour, assure une première liaison entre la mission gaulliste de cette base et Bocquet. Le réseau est alors dirigé par trois hommes : Louis Camille Huchet, Bocquet et Weber (nom de code HUBOV). Ils acceptent de commencer une action de sabotage, qu’ils ne purent réaliser faute de matériel. En octobre 1941, un premier navire britannique doit faire demi-tour devant les patrouilles navales japonaises.
Au Cambodge, le « réseau des planteurs » se constitue autour de M. Plasson, de Pnom Penh. En septembre 1941, celui-ci reçoit la visite de Louis Camille Huchet, qui lui « demande de créer un réseau de renseignement et de surveiller et suivre les activités japonaises ». Ce groupe de 10 hommes achemine les informations par le réseau Huchet vers Langlade à Singapour, jusqu’à la chute de cette ville.
Félicité au nom du Comité du Pacifique (Comité Baron et de Langlade, de Singapour puis de Kuming), Louis Camille Huchet est officiellement chargé de la direction du Mouvement Sud-Indochinois avec MM. Bocquet et Weber comme adjoints.
En septembre 1942 par l’entremise de personnalités anglaises rapatriées au titre d’échange, Louis Camille obtint de l’Amirauté de Londres l’organisation d’une liaison régulière par sous-marins anglais venant de Colombo (apportant postes émetteurs, armes et matériels divers).

### L’emprisonnement et le procès de Louis Camille
En octobre 1942, sur dénonciation de l’un de ses employés de maison, Louis Camille est arrêté. Une perquisition à son domicile, Rue Garcerie, conduit à découvrir un poste de radio clandestin, des armes et des codes secrets. Son mutisme lors de l’instruction et l’organisation du Mouvement par cellules étanches limitent les arrestations dans son réseau au nombre de quatre : François Reynes, Marceau Jean, Maurice Vallois et lui-même.
Incarcéré à la Maison Centrale de Saïgon, Louis Camille est condamné à cinq ans de prison par la Cour martiale du 17 octobre 1943.
Au cours de l’audience du 17 octobre 1943, le compte-rendu du procès de Louis Camille par le Tribunal Militaire de Saïgon, décrit en quatorze pages dactylographiées, les actions de son Mouvement.
Dans son acte d’accusation, Louis Camille Huchet est accusé :
- de trahison,
- de participation volontaire à une entreprise de démoralisation de l’armée ou de la nation ayant pour objet de nuire à la défense nationale,
- de détention de secrets de la défense nationale.

Il résulte de l’enquête, ainsi que de l’information judiciaire qui suit, qu’il existait en Indochine une organisation dissidente dite « France Combattante », qui s’était donné pour but, suivant un document émanant de l’un de ses chefs :
- d’aider par tous les moyens à la libération de l’Indochine en particulier, en tendant la main au seul secours possible, l’aide anglo-américaine et en se tenant prêt à former une 5e colonne, le jour où ces derniers envahiront l’Indochine.
- Éventuellement, quand les circonstances seront redevenues favorables, d’intervenir auprès des pouvoirs publics pour exiger une vraie Révolution Nationale et une politique économique conforme aux besoins indochinois.

L’acte d’accusation indique que ces objectifs s’étaient traduits dans la pratique de deux façons principales :
- recueillir des renseignements de tous ordres, mais notamment militaires et maritimes, destinés à être transmis à l’étranger,
- grouper des partisans en vue de venir en aide aux forces anglo-saxonnes en cas d’attaque de l’Indochine, par celles-ci.

Le service d’information était dirigé par le sieur Huchet, Louis, Camille, commerçant à Saigon, lequel était également chargé de la propagande. En sa qualité de Chef du service central des renseignements, il s’est trouvé en possession de plusieurs secrets de la défense nationale. Il était assisté pour la propagande par François Reynes et pour les liaisons avec l’extérieur par Marceau Jean.
Les perquisitions opérées chez Huchet ont par la nature de leurs résultats, confirmé ce que l’on savait de l’activité dissidente de Huchet :
- Découverte des trois listes chiffrées contenant les noms des personnes existantes, qui ont pu être identifiées et, dont certaines sont connues pour leurs sentiments pro-anglo-saxons.
- Découverte d’un exemplaire du code « bleu ciel » utilisé par Huchet et ses partisans dans leurs correspondances à l’intérieur de l’Indochine.
- Découverte de diverses fiches dont les mentions, de la main de Huchet, ne laissent aucun doute sur les occupations extra-professionnelles auxquelles se livrait leur auteur. […] Enfin, de nombreuses fiches portant les noms de militaires, officiers et sous-officiers en service en Indochine.
- Découverte de nombreuses cartes, notamment de la région côtière de l’Est de la Cochinchine.

François Reynes (témoin à charge) mentionne : « Ayant organisé une rencontre au large de Phuoc-Hai avec une vedette de haute mer britannique, Huchet prit à son bord deux officiers de l’Armée anglaise, qu’il amena à terre. Il leur fit visiter la côte, sous prétexte de chasse, permettant ainsi aux intéressés d’étudier les points de débarquement possibles, en vue d’une attaque britannique pour empêcher les Japonais de prendre les devants en obtenant des bases en Indochine qui pouvaient menacer les possessions anglaises. […] »

### Les actions post-incarcération
Louis Camille Huchet est libéré, sur ordre du gouvernement provisoire, le 15 décembre 1944, après 26 mois de détention très dure. Il subira 4 mois et demi de confinement « au secret », 60 jours de cachot avec les fers aux pieds et sera privé de nourriture pendant 15 jours par la Kenpeitai,.
À peine libéré, il reprend ses actions de résistance après le coup de force japonais de 1945. Une nouvelle fois arrêté, le 22 mai 1945, par les Japonais, à la suite de la découverte à son domicile d’un dépôt d’armes et de renseignements recueillis sur ses activités antérieures, il est incarcéré dans les cages de la Chambre de commerce et torturé. Après avoir subi une mise en scène d’exécution capitale, puis 40 jours d’interrogatoires infructueux, il est évacué, le 1er juillet 1945, en camp de prisonnier pour dysenterie cholériforme, avec un bras et une épaule fracturés à coups de bâton. Il est enfin libéré le 25 août 1945, définitivement brisé.
Le 11 décembre 1945, Louis Camille dépose une requête au parquet général de Saïgon afin de demander une révision du jugement de sa condamnation. Le 18 mars 1946, réponse lui est faite de déposer sa requête aux présidents et juges composant la Chambre de révision de la Cour d’Appel de Saïgon, ce qu’il fait le 26 mars 1946.  Le 19 août 1946, il adresse une nouvelle requête au Haut-commissaire de France en Indochine, l'amiral Thierry d'Argenlieu. Ces demandes s’appuient sur l’ordonnance du 6 juillet 1943, relative à la légitimité des actes accomplis pour la cause de la libération de la France et à la révision des condamnations intervenues pour ces faits.
Louis Camille, malade, est finalement rapatrié sanitaire un an plus tard. Il débarque à Toulon, le 15 avril 1947, avant de rejoindre l’Île-de-France. Il décède des suites de ses blessures, à Sèvres le 18 septembre 1947, alors qu’il allait déposer le dossier de son réseau – sans doute le premier dans le Sud de l’Indochine, en compagnie du Capitaine Mingant, au service d’homologation (au général Dejussieu Pontcarral).

## Décorations
- Croix de guerre 1914-1918
- Médaille commémorative de la bataille de Verdun
- Médaille de la Résistance française